# Gram (Haderslev Kommune)
Gram (deutsch: Gramm) anhörenⓘ ist eine Kleinstadt in der Kommune Haderslev in Sønderjylland (deutsch: Nordschleswig), Dänemark.
Im Ort liegt das Schloss Gram aus dem 16. Jahrhundert, das besichtigt werden kann. Die ehemalige Tongrube (dän. Gram Lergrav) ist Fundort von Meeresfossilien aus dem Tortonium mit einem Alter von etwa 10 Millionen Jahren. In unmittelbarer Nähe befindet sich seit 2005 das Naturkundemuseum Gram Lergrav – Palæontologi. 
Ebenfalls sehenswert ist die Kirche aus dem frühen 13. Jahrhundert. Der Glockenturm wurde im 15. Jahrhundert hinzugefügt, die ältere der beiden Kirchenglocken datiert auf 1512. Auf dem Friedhofsgelände liegt ein restaurierter Grabhügel, ein zweiter auf dem Nachbargrundstück.

## Söhne und Töchter
- Erling Jepsen (* 1956), Schriftsteller und Dramatiker
- Henrik Ruben Genz (* 1959), Filmregisseur
- Ida Jessen (* 1964), Schriftstellerin und Übersetzerin
- Lars Petersen (* 1965), Dressurreiter
- Luna Christofi (* 1967), Journalistin
- Ole Birk Olesen (* 1972), Politiker
- Per Uldal alias Per Vers (* 1976), Rapper und Songwriter